# 35358 Лоріфіні
35358 Лоріфіні (35358 Lorifini) — астероїд головного поясу, відкритий 27 вересня 1997 року.
Тіссеранів параметр щодо Юпітера — 3,455.